# Dasyhelea polita
Dasyhelea polita är en tvåvingeart som beskrevs av Edwards 1921. Dasyhelea polita ingår i släktet Dasyhelea och familjen svidknott. Inga underarter finns listade i Catalogue of Life.